# CSS Harriet Lane
El CSS Harriet Lane fue construido para el Servicio de "revenue cutter" de los Estados Unidos en 1857-58 por el célebre William H. Webb, Nueva York, y era el único barco de vapor en ese servicio en ese momento. Tomada por la Marina el 17 de septiembre de 1861, realizó un valiente servicio en la costa atlántica, el río Misisipi y la costa de Texas. Después de la batalla de Galveston el 1 de enero de 1863 en la que su oficial al mando, Comdr. Jonathan M. Wainwright, USN, fue asesinado, ella se rindió a los buques confederados Bayou City y Neptune.

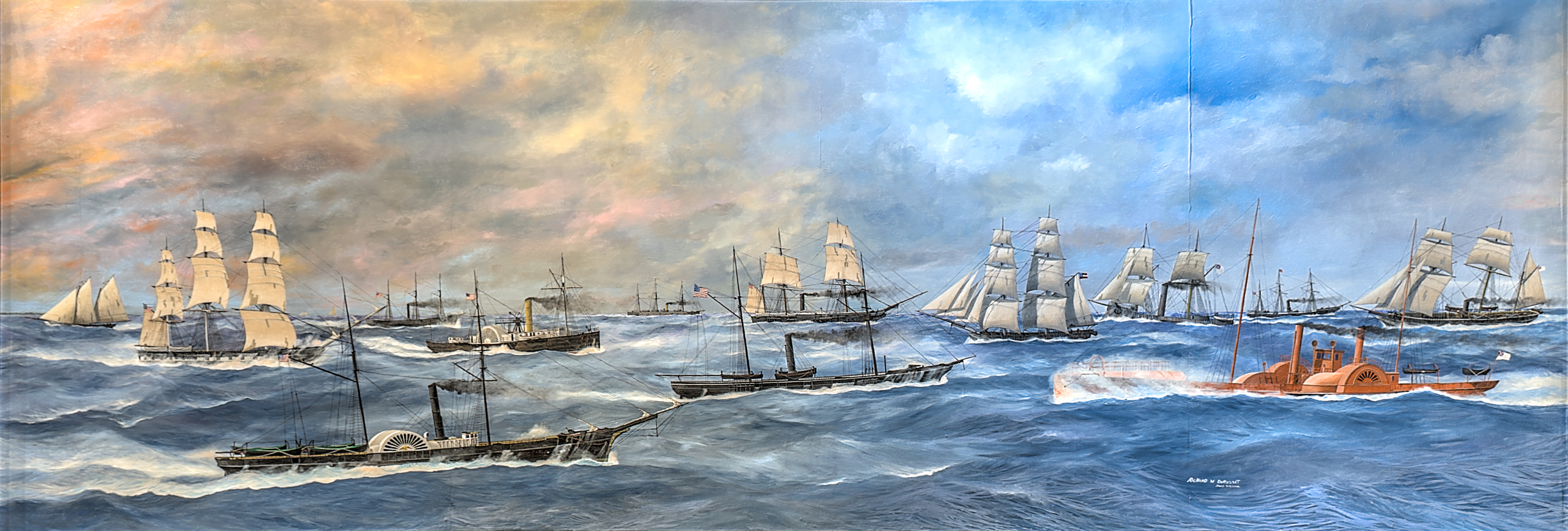
Un mural que representa buques federales y confederados durante la Guerra de Secesión, el Harriet Lane es el vapor una chimenea y ruedas laterales que se encuentra a la izquierda.

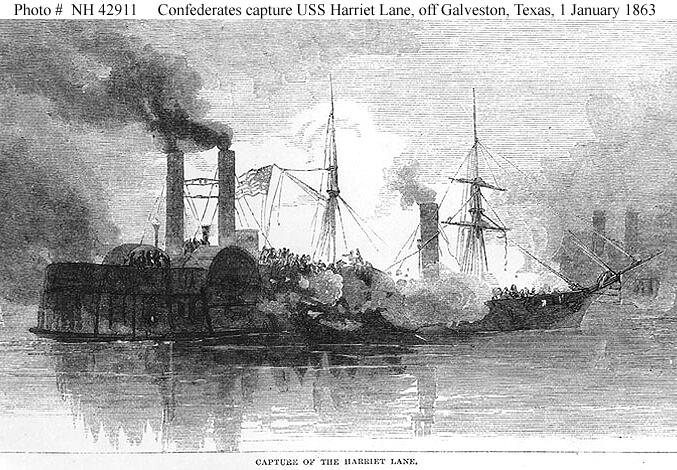
El CS Bayou City y el Neptune capturan la Harriet Lane.

El Secretario de Guerra de la Confederación entregó al Harriet Lane al Departamento de la Armada de la Confederación y se le dio el mando al teniente J. N. Barney, CSN. Sirvió en el Departamento de Marina de Texas del Ejército Confederado hasta el 31 de marzo de 1863, cuando todos los oficiales navales fueron separados y ella fue devuelta al Departamento de Guerra Confederado.
A principios de 1864 se convirtió en un corredor de bloqueo para llevar algodón a La Habana para pagar los suministros de guerra. Esperó en Galveston hasta el 30 de abril para escapar, llegando a salvo, solo para permanecer inactiva en La Habana durante la duración de la guerra bajo el nombre de Lavinia.
En 1867, recuperado de Cuba y llevado a Nueva York, se convirtió de bergantín a aparejo de barca y se llamó Elliott Richie. En 1881, al quedar anegada, fue abandonado frente a Pernambuco, Brasil.